# Banca de jornal

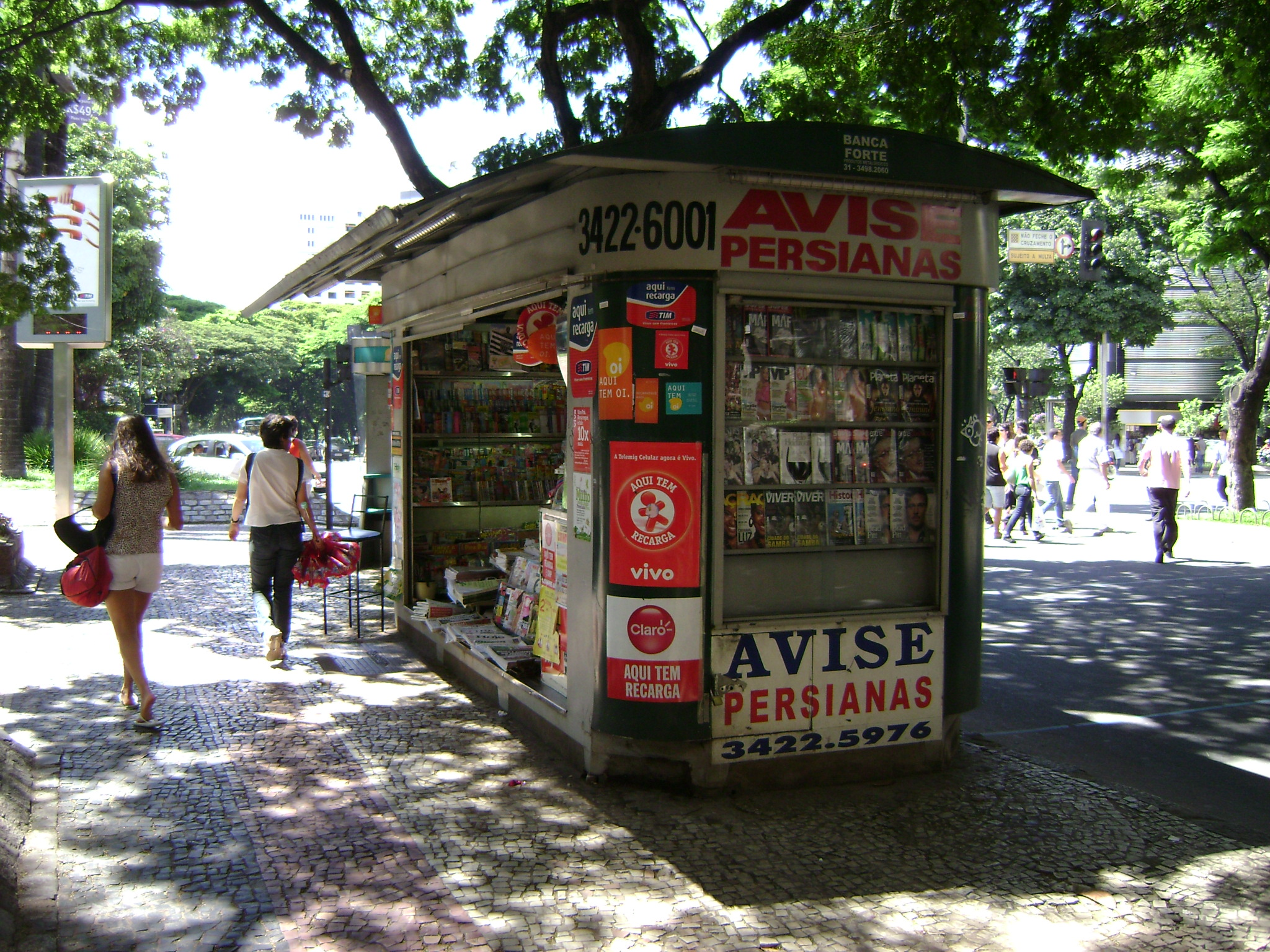
Banca de jornal e revistas na Praça da Savassi, em Belo Horizonte.

As bancas de jornal e os jornaleiros são a última etapa da cadeia de produção e distribuição dos produtos de jornalismo impresso e editoriais. Nas grandes cidades brasileiras, as bancas são quiosques de venda de publicações periódicas, instaladas em pontos estratégicos como esquinas e avenidas de grande movimento. Nos EUA, por outro lado, a maior parte dos jornais é vendida em máquinas automáticas acionadas com moedas. Em alguns outros países, os jornais e revistas são vendidos em livrarias, tabacarias, charutarias, bombonieres e outras lojas específicas.
Os jornaleiros (ou gazeteiros), que vendem exemplares avulsos na rua, costumam trabalhar pelo sistema de consignação, recebendo comissão percentual ao valor de cada jornal ou revista vendido e devolvendo à distribuidora ou editora os exemplares não vendidos ("encalhados").
Os produtos mais comumente vendidos em bancas de jornal são, entre outros:
- jornais
- revistas
- revistas de histórias em quadrinhos ou gibis
- álbuns de figurinhas e seus respectivos cromos colecionáveis

Recentemente, a estratégia de marketing das editoras e jornais tem incluído a comercialização conjunta de produtos de valor agregado e colecionáveis — como CDs e DVDs, ou até mesmo atlas e enciclopédias encartados em fascículos —, que vêm incluídos no preço da publicação ou que podem ser adquiridos opcionalmente por um custo adicional. Em certos casos, a receita da venda destes produtos não vai para o jornaleiro, e sim para a editora.
Bancas de jornal também costumam vender outros artigos de pequeno valor não-relacionados a publicações, como isqueiros, cigarros, cartões telefônicos e pilhas.
Uma tendência que vem crescendo na Europa e em outros países do Primeiro Mundo é a distribuição gratuita de jornais, em metrôs e supermercados. Estes jornais são mantidos exclusivamente pela receita publicitária, em lugar da venda. Nestes casos, as bancas são dispensáveis para a circulação, o que às vezes atrai a antipatia por parte dos jornaleiros contra estas publicações.
Além das bancas de jornal, as publicações editoriais ou periódicas têm como alternativa para distribuição também os sistemas de assinatura ou subscrição.
No Brasil, o Dia do Jornaleiro é instituído no dia 30 de setembro.

## História

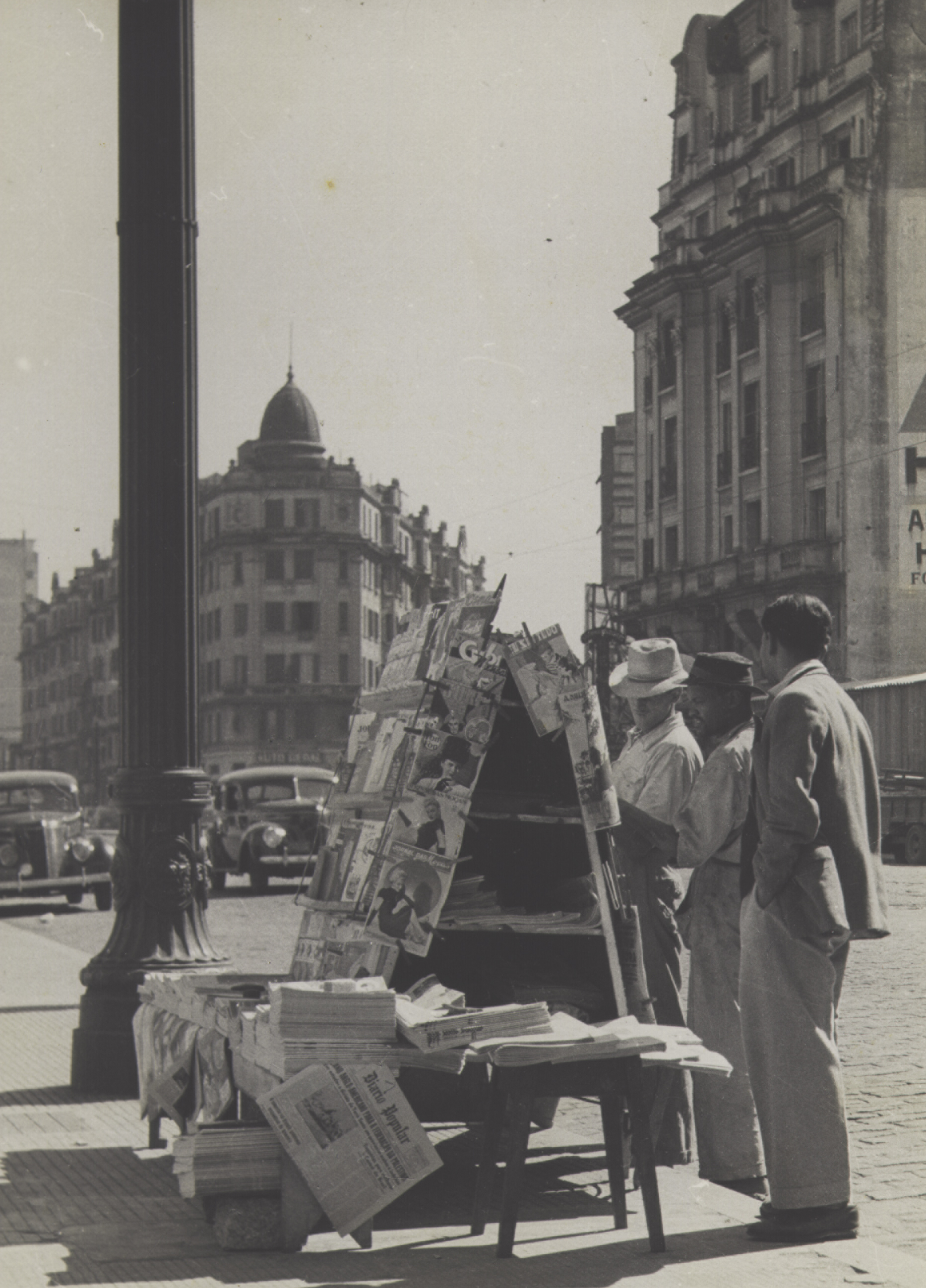
Banca de jornal em São Paulo meados do século XX.

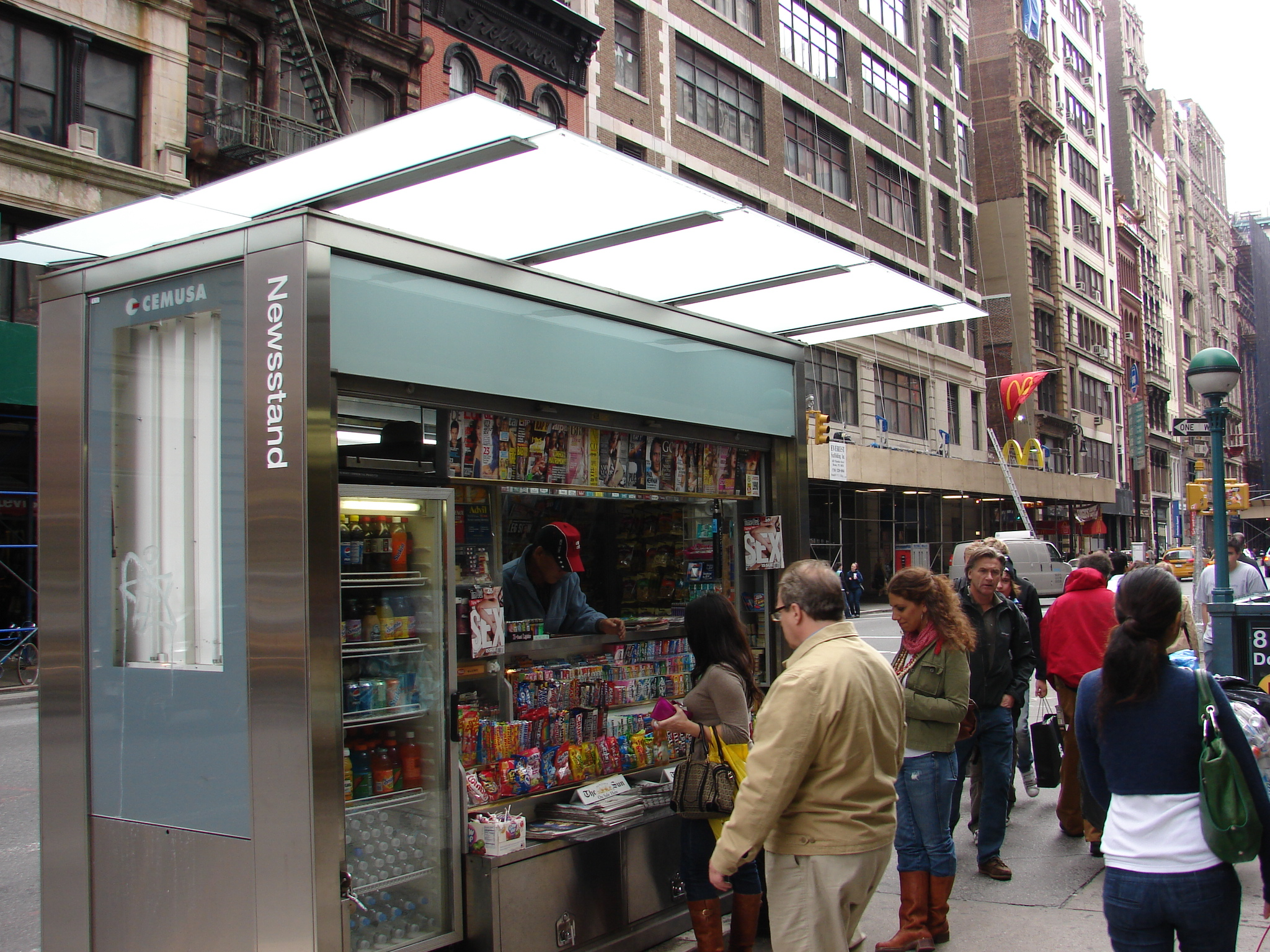
Banca de jornal em Nova Iorque, nos Estados Unidos.

Acredita-se que as primeiras bancas surgiram em 1860, mas que o nome "banca" se originou do nome do primeiro jornaleiro a montar um ponto físico de venda de jornais no Rio de Janeiro, o imigrante italiano Carmine Labanca.
Trajetória:
• 1910 - As primeiras bancas de madeira ou metal são instaladas nas cidade. 
• 1954 - É regulamentado o ponto de quem vende jornais há dois anos no mesmo lugar, no mandato do prefeito Jânio Quadros. 
• 1968 - É proibida, pelo prefeito Faria Lima, a venda de qualquer material além de livros. Anteriormente eram vendidos também produtos como bilhetes de lotérica e selos postais.
• 1970 - Bancas se espalham pelos bairros, em vez de se concentrar apenas na região central.
• 1980 - Durante a ditadura, as bancas que vendiam O Pasquim e A Hora do Povo são incendiadas e jornaleiros são presos por venderem revistas obscenas.  
• 1983 - As estruturas das bancas não eram presas ao chão; podiam ser facilmente carregadas. Isso permitiu que uma banca fosse roubada na Vila Mariana. 
• 1986 - No segundo mandato de Jânio Quadros, é decretada uma lei que obriga a pintura de todas as bancas em prata. O tamanho também muda, aumentando para 30 m².
• 1990 - Algumas bancas passam a ter atendimento 24h e viram ponto de encontro de jovens na madrugada. Era possível encontrar, além de livros, jornais e revistas, produtos cuja venda era proibida.
• 1998 - As bancas sofrem concorrência de cafés, supermercados e botecos que vendem jornais e revistas. 
• 2000 - Durante o mandato do prefeito Celso Pitta, passa a ser permitida a venda de alguns produtos como CDs, alimentos de até 30g, e pequenos itens como canetas. Na mesma época, Lobão, Oswaldo Montenegro e Blitz vendem discos independentes direto nas bancas. 
• 2010 - Jornaleiros protestam contra Kassab por remover cinquenta bancas do centro. O então prefeito defendia que elas poderiam servir de abrigos para bandidos. 
• 2013 - É aprovada pelo prefeito Haddad uma lei que amplia a lista de produtos vendidos nas bancas de jornal, como salgadinhos de até 200g e refrigerantes.